# Dezső
A Dezső férfinév a latin Desiderius névből származik, aminek a kiejtése Dezsidérius volt, és a ennek az alakváltozatnak a rövidült és -ő kicsinyítőképzős változata a Dezső. Jelentése: óhajtott, kívánt (gyermek).

## Képzett és rokon nevek
- Dés:[1] az eredeti Desiderius magyar rövidülése[3]
- Dezsér:[1] a Dezső régebbi magyar alakjának, a Dezsidér formának a rövidült alakja.[2]
- Dezsider:[1] a latin eredetihez legközelebb álló Dezsidérius alaknak a rövidülése.[2]

## Gyakorisága
Az 1990-es években a Dezső igen ritka volt, a Dés, Dezsér és Dezsider szórványosan fordult elő, a 2000-es években egyik sem szerepel a 100 leggyakoribb férfinév között.

## Névnapok
Dezső, Dezsér, Dezsider:
- február 11.[2]
- május 23.[2]
- május 30.[2]
- november 15.[2]
- december 15.[2]
- december 18.[2]

Dés:
- május 23.,[3] december 18.[3]

## Híres Dezsők, Dések, Dezsérek és Dezsiderek
- Antalffy-Zsiross Dezső orgonista, zeneszerző, és karmester
- Arányi Dezső operaénekes
- Bánffy Dezső politikus, miniszterelnök
- Csallány Dezső régész
- Csépai Dezső világbajnoki ezüstérmes kenus, orvos
- Fábián Dezső olimpiai bajnok vízilabdázó
- Földes Dezső kétszeres olimpiai bajnok vívó
- Gyarmati Dezső háromszoros olimpiai bajnok vízilabdázó, edző
- Garas Dezső színművész, a Nemzet Színésze
- Hoffmann Dezső fotográfus
- Kellér Dezső (1905–1986) író, humorista, dramaturg, konferanszié
- Keresztury Dezső magyar költő
- Kolossváry Dezső lovassági tábornok, miniszter
- Kosztolányi Dezső író, költő
- Králik Dezső matematikus
- Lemhényi Dezső olimpiai bajnok vízilabdázó, edző
- Mészöly Dezső író, költő, műfordító
- Miskolczy Dezső orvos
- P. Ábrahám Dezső politikus
- Palotás Dezső költő, író, grafikus
- Pais Dezső nyelvész
- Prónay Dezső politikus
- Ránki Dezső zongoraművész
- Sulyok Dezső politikus
- Straub Dezső színész
- Sümeghy Dezső genealógus, történész, levéltáros
- Szabó Dezső író, újságíró
- Szentgyörgyi Dezső vadászpilóta
- Szilágyi Dezső politikus, miniszter, az MTA tagja
- Szomory Dezső író, drámaíró
- Tandori Dezső Kossuth-díjas költő, író, műfordító

## Egyéb Dezsők
- Dezső a kalitkában reklámfigura
- Dezső a MÁV  Siemens Desiro motorvonatainak beceneve.